# Luke Ford (écrivain)
Cet article concerne l'écrivain. Pour l'acteur, voir Luke Ford (acteur).
Luke Ford (né le 28 mai 1966 à Kurri Kurri dans l'État de la Nouvelle-Galles du Sud en Australie) est un écrivain, blogueur spécialisé dans la pornographie et l'actualité de cette industrie.